# Càndid (historiador)
Càndid (en llatí Candidus, en grec antic Κάνδιδος "Kándidos") fou un historiador grec que va viure en temps dels emperadors Còmmode i Septimi Sever a finals del segle ii, i va escriure un llibre sobre l'Hexameron, els tractats teològics que descriuen l'obra de la creació del món en sis dies. El menciona Eusebi de Cesarea, i Jeroni d'Estridó l'inclou a la llista d'autors eclesiàstics.